# Lista de distritos de São Paulo (estado)
Lista dos distritos do estado de São Paulo, de acordo com a Divisão Territorial Brasileira do Instituto Brasileiro de Geografia e Estatística (IBGE).
Todo município é formado por pelo menos um distrito, que é o distrito sede. Na lista estão relacionados apenas os municípios que possuem mais de um distrito, que constam na segunda coluna da tabela, incluindo alguns povoados que um dia podem se tornar distritos.
| Município (distrito sede)  | Distrito / Povoado            |
| -------------------------- | ----------------------------- |
| Adamantina                 | Lagoa Seca                    |
| Águas da Prata             | Cascata                       |
| Águas da Prata             | Ponto da Cascata              |
| Águas da Prata             | São Roque da Fartura          |
| Agudos                     | Domélia                       |
| Altair                     | Suinana                       |
| Alto Alegre                | Jatobá                        |
| Alto Alegre                | São Martinho d'Oeste          |
| Álvares Florence           | Boa Vista dos Andradas        |
| Álvares Machado            | Coronel Goulart               |
| Amparo                     | Arcadas                       |
| Amparo                     | Três Pontes                   |
| Andradina                  | Paranápolis                   |
| Andradina                  | Planalto                      |
| Angatuba                   | Bom Retiro da Esperança       |
| Anhembi                    | Pirambóia                     |
| Apiaí                      | Araçaíba                      |
| Apiaí                      | Encapoeirado                  |
| Apiaí                      | Lageado de Araçaíba           |
| Apiaí                      | Palmitalzinho                 |
| Araçatuba                  | Engenheiro Taveira            |
| Aramina                    | Canindé                       |
| Araraquara                 | Bueno de Andrada              |
| Araraquara                 | Vila Xavier                   |
| Arealva                    | Jacuba                        |
| Arealva                    | Marilândia                    |
| Arealva                    | Santa Isabel                  |
| Avaí                       | Nogueira                      |
| Avaré                      | Barra Grande                  |
| Bananal                    | Rancho Grande                 |
| Barretos                   | Alberto Moreira               |
| Barretos                   | Ibitu                         |
| Barueri                    | Aldeia                        |
| Barueri                    | Jardim Belval                 |
| Barueri                    | Jardim Silveira               |
| Bauru                      | Tibiriçá                      |
| Bebedouro                  | Andes                         |
| Bebedouro                  | Botafogo                      |
| Bebedouro                  | Turvínia                      |
| Birigui                    | Taquari                       |
| Bocaina                    | Pedro Alexandrino             |
| Bofete                     | São Roque Novo                |
| Borborema                  | Vila Orestina                 |
| Botucatu                   | Rubião Júnior                 |
| Botucatu                   | Vitoriana                     |
| Brotas                     | São Sebastião da Serra        |
| Buri                       | Aracaçu                       |
| Cabreúva                   | Bom Fim do Bom Jesus          |
| Cabreúva                   | Jacaré                        |
| Cabreúva                   | São Francisco do Pinhal       |
| Cachoeira Paulista         | Embaú (extinto)               |
| Caconde                    | Barrânia                      |
| Cafelândia                 | Bacuriti                      |
| Cafelândia                 | Cafesópolis                   |
| Cafelândia                 | Simões                        |
| Caiabu                     | Boa Esperança d'Oeste         |
| Caiabu                     | Iubatinga                     |
| Cajamar                    | Jordanésia                    |
| Cajamar                    | Polvilho                      |
| Cajati                     | Barra do Azeite               |
| Cajobi                     | Monte Verde Paulista          |
| Campina do Monte Alegre    | Salto                         |
| Campinas                   | Barão Geraldo                 |
| Campinas                   | Campo Grande                  |
| Campinas                   | Joaquim Egídio                |
| Campinas                   | Nova Aparecida                |
| Campinas                   | Ouro Verde                    |
| Campinas                   | Sousas                        |
| Campo Limpo Paulista       | Botujuru                      |
| Cananéia                   | Ariri                         |
| Cândido Mota               | Frutal do Campo               |
| Cândido Mota               | Nova Alexandria               |
| Cândido Mota               | Santo Antônio do Paranapanema |
| Capão Bonito               | Apiaí-Mirim                   |
| Capão Bonito               | Turvo dos Almeidas            |
| Capela do Alto             | Porto                         |
| Caraguatatuba              | Porto Novo                    |
| Carapicuíba                | Aldeia de Carapicuíba         |
| Carapicuíba                | Vila Dirce                    |
| Cardoso                    | São João do Marinheiro        |
| Cardoso                    | Vila Alves                    |
| Casa Branca                | Lagoa Branca                  |
| Casa Branca                | Venda Branca                  |
| Cesário Lange              | Fazenda Velha                 |
| Charqueada                 | Paraisolândia                 |
| Charqueada                 | Recreio                       |
| Charqueada                 | Santa Luzia                   |
| Chavantes                  | Irapé                         |
| Clementina                 | Lauro Penteado                |
| Colômbia                   | Laranjeiras                   |
| Conchal                    | Tujuguaba                     |
| Conchas                    | Juquiratiba                   |
| Cordeirópolis              | Cascalho                      |
| Cosmorama                  | Vila Nova                     |
| Cotia                      | Caucaia do Alto               |
| Cruzália                   | Cateto                        |
| Cunha                      | Campos de Cunha               |
| Divinolândia               | Campestrinho                  |
| Divinolândia               | Ribeirão do Santo Antônio     |
| Dois Córregos              | Guarapuã                      |
| Dourado                    | Santa Clara (extinto)         |
| Dracena                    | Jaciporã                      |
| Dracena                    | Jamaica                       |
| Eldorado                   | Barra do Batatal              |
| Eldorado                   | Braço                         |
| Eldorado                   | Itapeúna                      |
| Elias Fausto               | Cardeal                       |
| Embu-Guaçu                 | Cipó-Guaçu                    |
| Euclides da Cunha Paulista | Santa Rita do Pontal          |
| Fernando Prestes           | Agulha                        |
| Fernandópolis              | Brasitânia                    |
| Ferraz de Vasconcelos      | Santa Margarida Paulista      |
| Ferraz de Vasconcelos      | Santo Antônio Paulista        |
| Flórida Paulista           | Atlântida                     |
| Flórida Paulista           | Indaiá do Aguapeí             |
| Garça                      | Jafa                          |
| Gavião Peixoto             | Nova Paulicéia (extinto)      |
| General Salgado            | Nova Palmira                  |
| General Salgado            | Prudêncio e Moraes            |
| General Salgado            | São Luis de Japiúba           |
| Getulina                   | Macucos                       |
| Getulina                   | Santa América                 |
| Glicério                   | Juritis                       |
| Guaimbê                    | Fátima                        |
| Guaíra                     | São José do Albertópolis      |
| Guará                      | Pioneiros                     |
| Guararapes                 | Ribeiro do Vale               |
| Guarujá                    | Vicente de Carvalho           |
| Guarulhos                  | Jardim Presidente Dutra       |
| Herculândia                | Juliânia                      |
| Iacanga                    | Quilombo                      |
| Iacanga                    | São Vicente                   |
| Iacri                      | Anápolis                      |
| Ibirá                      | Termas de Ibirá               |
| Ibitinga                   | Cambaratiba                   |
| Ibiúna                     | Carmo Messias                 |
| Ibiúna                     | Paruru                        |
| Ilhabela                   | Cambaquara                    |
| Ilhabela                   | Paranabi                      |
| Indiaporã                  | Tupinambá                     |
| Iperó                      | Bacaetava                     |
| Iperó                      | George Oetterer               |
| Iperó                      | Varnhagem (extinto)           |
| Ipuã                       | Capelinha                     |
| Itaberá                    | Cerrado                       |
| Itaberá                    | Engenheiro Maia               |
| Itaberá                    | Tomé                          |
| Itaberá                    | Turiba do Sul                 |
| Itajobi                    | Nova Cardoso                  |
| Itapecerica da Serra       | Jardim Jacira                 |
| Itapetininga               | Conceição                     |
| Itapetininga               | Gramadinho                    |
| Itapetininga               | Morro do Alto                 |
| Itapetininga               | Rechan                        |
| Itapetininga               | Tupy                          |
| Itapetininga               | Varginha                      |
| Itapeva                    | Alto da Brancal               |
| Itapeva                    | Amarela Velha                 |
| Itapeva                    | Areia Branca                  |
| Itapeva                    | Caputera                      |
| Itapeva                    | Cercadinho                    |
| Itapeva                    | Guarizinho                    |
| Itapira                    | Barão Ataliba Nogueira        |
| Itapira                    | Eleutério                     |
| Itapirapuã Paulista        | Ribeirão da Várzea            |
| Itápolis                   | Nova América                  |
| Itápolis                   | Tapinas                       |
| Itararé                    | Pedra Branca de Itararé       |
| Itararé                    | Santa Cruz dos Lopes          |
| Itariri                    | Ana Dias                      |
| Itariri                    | Raposo Tavares                |
| Itatinga                   | Lobo                          |
| Itirapina                  | Itaqueri da Serra             |
| Itu                        | Pirapitingui (extinto)        |
| Ituverava                  | Aparecida do Salto            |
| Ituverava                  | Capivari da Mata              |
| Ituverava                  | São Benedito da Cachoeirinha  |
| Jaboticabal                | Córrego Rico                  |
| Jaboticabal                | Lusitânia                     |
| Jacareí                    | Parque Meia Lua               |
| Jacareí                    | São Silvestre de Jacareí      |
| Jardinópolis               | Jurucê                        |
| Jaú                        | Potunduva                     |
| Jaú                        | Pouso Alegre de Baixo         |
| Jaú                        | Vila Ribeiro                  |
| José Bonifácio             | Machados                      |
| José Bonifácio             | Santa Luzia                   |
| Juquiá                     | Cedro                         |
| Juquitiba                  | Barnabés                      |
| Laranjal Paulista          | Laras                         |
| Laranjal Paulista          | Maristela                     |
| Lavínia                    | Tabajara                      |
| Lavrinhas                  | Pinheiros                     |
| Leme                       | Caju                          |
| Leme                       | Taquari                       |
| Leme                       | Taquari Ponte                 |
| Lençóis Paulista           | Alfredo Guedes                |
| Limeira                    | Tatu (extinto)                |
| Lins                       | Guapiranga                    |
| Lupércio                   | Santa Terezinha               |
| Mairiporã                  | Terra Preta                   |
| Manduri                    | São Berto                     |
| Maracaí                    | Santa Cruz da Boa Vista       |
| Maracaí                    | São José das Laranjeiras      |
| Mariápolis                 | Mourão                        |
| Marília                    | Amadeu Amaral                 |
| Marília                    | Avencas                       |
| Marília                    | Dirceu                        |
| Marília                    | Lácio                         |
| Marília                    | Padre Nóbrega                 |
| Marília                    | Rosália                       |
| Martinópolis               | Guachos                       |
| Martinópolis               | Teçaindá                      |
| Matão                      | São Lourenço do Turvo         |
| Matão                      | Silvânia                      |
| Meridiano                  | Santo Antônio do Viradouro    |
| Miracatu                   | Biguá                         |
| Miracatu                   | Oliveira Barros               |
| Miracatu                   | Pedro Barros                  |
| Miracatu                   | Santa Rita do Ribeira         |
| Mirandópolis               | Amandaba                      |
| Mirandópolis               | Primeira Aliança              |
| Mirandópolis               | Segunda Aliança               |
| Mirandópolis               | Terceira Aliança              |
| Mirante do Paranapanema    | Costa Machado                 |
| Mirante do Paranapanema    | Cuiabá Paulista               |
| Mirassol                   | Ruilândia                     |
| Mirassolândia              | Nova Macaúbas                 |
| Mococa                     | Igaraí                        |
| Mococa                     | São Benedito das Areias       |
| Mogi das Cruzes            | Biritiba Ussu                 |
| Mogi das Cruzes            | Brás Cubas                    |
| Mogi das Cruzes            | César de Sousa                |
| Mogi das Cruzes            | Jundiapeba                    |
| Mogi das Cruzes            | Quatinga                      |
| Mogi das Cruzes            | Sabaúna                       |
| Mogi das Cruzes            | Taiaçupeba                    |
| Mogi Guaçu                 | Martinho Prado Júnior         |
| Mogi Mirim                 | Martim Francisco              |
| Monte Alegre do Sul        | Mostardas                     |
| Monte Alto                 | Aparecida do Monte Alto       |
| Monte Alto                 | Ibitirama (extinto)           |
| Monte Aprazível            | Engenheiro Balduíno           |
| Monte Aprazível            | Itaiúba                       |
| Monte Aprazível            | Junqueira                     |
| Monte Azul Paulista        | Marcondésia                   |
| Morro Agudo                | Santo Inácio dos Vieiras      |
| Natividade da Serra        | Bairro Alto                   |
| Natividade da Serra        | Pouso Alto                    |
| Neves Paulista             | Barra Dourada                 |
| Neves Paulista             | Miraluz                       |
| Nhandeara                  | Ida Iolanda                   |
| Nova Aliança               | Nova Itapirema                |
| Nova Campina               | Itaoca de Cima                |
| Nova Canaã Paulista        | Socimbra                      |
| Nova Granada               | Ingás                         |
| Nova Granada               | Mangaratu                     |
| Nova Granada               | Onda Branca                   |
| Novo Horizonte             | Vale Formoso                  |
| Ocauçu                     | Nova Colômbia                 |
| Óleo                       | Batista Botelho               |
| Óleo                       | Mandaguari (extinto)          |
| Olímpia                    | Baguaçu                       |
| Olímpia                    | Ribeiro dos Santos            |
| Osvaldo Cruz               | Lagoa Azul                    |
| Ouro Verde                 | Arabela (extinto)             |
| Ouroeste                   | Arabá                         |
| Palestina                  | Boturuna (extinto)            |
| Palestina                  | Duplo Céu                     |
| Palestina                  | Jurupeba                      |
| Palmeira d'Oeste           | Dalas                         |
| Palmital                   | Sussuí                        |
| Paraguaçu Paulista         | Conceição de Monte Alegre     |
| Paraguaçu Paulista         | Roseta                        |
| Paraguaçu Paulista         | Sapezal                       |
| Paranapanema               | Campos de Holambra            |
| Pederneiras                | Guaianás                      |
| Pederneiras                | Santelmo                      |
| Pederneiras                | Vanglória                     |
| Pedranópolis               | Dulcelina                     |
| Pedranópolis               | Santa Isabel do Marinheiro    |
| Pedregulho                 | Alto Porã                     |
| Pedregulho                 | Igaçaba                       |
| Pereira Barreto            | Bela Floresta (extinto)       |
| Pindamonhangaba            | Moreira César                 |
| Pindorama                  | Roberto                       |
| Piracaia                   | Batatuba                      |
| Piracicaba                 | Anhumas                       |
| Piracicaba                 | Ártemis                       |
| Piracicaba                 | Guamium                       |
| Piracicaba                 | Ibitiruna                     |
| Piracicaba                 | Santa Olímpia                 |
| Piracicaba                 | Santa Teresinha de Piracicaba |
| Piracicaba                 | Santana                       |
| Piracicaba                 | Tupi                          |
| Piraju                     | Tibiriçá do Paranapanema      |
| Pirajuí                    | Corredeira                    |
| Pirajuí                    | Pradínia                      |
| Pirajuí                    | Santo Antônio da Estiva       |
| Pirapozinho                | Itororó do Paranapanema       |
| Pirassununga               | Cachoeira de Emas             |
| Piratininga                | Brasília Paulista             |
| Pitangueiras               | Ibitiúva                      |
| Poá                        | Cidade Kemel                  |
| Pompeia                    | Novo Cravinhos                |
| Pompeia                    | Paulópolis                    |
| Pontal                     | Cândia                        |
| Praia Grande               | Solemar                       |
| Presidente Alves           | Guaricanga                    |
| Presidente Bernardes       | Araxãs                        |
| Presidente Bernardes       | Nova Pátria                   |
| Presidente Epitácio        | Campinal                      |
| Presidente Prudente        | Ameliópolis                   |
| Presidente Prudente        | Eneida                        |
| Presidente Prudente        | Floresta do Sul               |
| Presidente Prudente        | Montalvão                     |
| Promissão                  | Santa Maria do Gurupá         |
| Rancharia                  | Agissê                        |
| Rancharia                  | Gardênia                      |
| Regente Feijó              | Espigão                       |
| Registro                   | Serrote                       |
| Ribeirão Bonito            | Guarapiranga                  |
| Ribeirão Branco            | Campina de Fora               |
| Ribeirão Branco            | Itabôa                        |
| Ribeirão Pires             | Jardim Santa Luzia            |
| Ribeirão Pires             | Ouro Fino Paulista            |
| Ribeirão Preto             | Bonfim Paulista               |
| Rincão                     | Taquaral                      |
| Rio Claro                  | Ajapi                         |
| Rio Claro                  | Assistência                   |
| Rio Claro                  | Ferraz                        |
| Rosana                     | Primavera                     |
| Rubiácea                   | Caramuru (extinto)            |
| Rubinéia                   | Esmeralda                     |
| Salesópolis                | Nossa Senhora do Remédio      |
| Santa Adélia               | Botelho                       |
| Santa Adélia               | Santa Rosa                    |
| Santa Adélia               | Ururaí                        |
| Santa Bárbara d'Oeste      | Santo Antônio do Sapezeiro    |
| Santa Cruz do Rio Pardo    | Caporanga                     |
| Santa Cruz do Rio Pardo    | Clarínia                      |
| Santa Cruz do Rio Pardo    | Sodrélia                      |
| Santa Mercedes             | Terra Nova d'Oeste            |
| Santa Rita do Passa Quatro | Santa Cruz da Estrela         |
| Santa Rita d'Oeste         | Aparecida do Bonito           |
| Santa Rosa de Viterbo      | Nhumirim                      |
| Santo André                | Capuava                       |
| Santo André                | Paranapiacaba                 |
| Santo Antônio do Aracanguá | Major Prado                   |
| Santo Antônio do Aracanguá | Vicentinópolis                |
| São Bernardo do Campo      | Riacho Grande                 |
| São Carlos                 | Água Vermelha                 |
| São Carlos                 | Bela Vista São-carlense       |
| São Carlos                 | Santa Eudóxia                 |
| São Carlos                 | Vila Nery                     |
| São José do Barreiro       | Formoso                       |
| São José do Rio Preto      | Engenheiro Schmitt            |
| São José do Rio Preto      | Talhado                       |
| São José dos Campos        | Eugênio de Melo               |
| São José dos Campos        | São Francisco Xavier          |
| São Luiz do Paraitinga     | Catuçaba                      |
| São Manuel                 | Aparecida de São Manuel       |
| São Miguel Arcanjo         | Abaitinga (extinto)           |
| São Miguel Arcanjo         | Gramadão                      |
| São Miguel Arcanjo         | Santa Cruz dos Matos          |
| São Roque                  | Canguera                      |
| São Roque                  | Mailasqui                     |
| São Roque                  | São João Novo                 |
| São Sebastião              | Maresias                      |
| São Sebastião              | São Francisco da Praia        |
| Sarapuí                    | Cocaes                        |
| Sertãozinho                | Cruz das Posses               |
| Sete Barras                | Ribeirão da Serra             |
| Sorocaba                   | Brigadeiro Tobias (extinto)   |
| Sorocaba                   | Cajuru do Sul (extinto)       |
| Sorocaba                   | Éden (extinto)                |
| Sud Mennucci               | Bandeirantes d'Oeste          |
| Sumaré                     | Nova Veneza                   |
| Suzano                     | Boa Vista Paulista            |
| Suzano                     | Palmeiras de São Paulo        |
| Tabatinga                  | Curupá                        |
| Tambaú                     | São Pedro dos Morrinhos       |
| Tanabi                     | Ecatu                         |
| Tanabi                     | Ibiporanga                    |
| Tapiraí                    | Rio Turvo                     |
| Tapiratiba                 | Itaiquara (extinto)           |
| Taquaritinga               | Guariroba                     |
| Taquaritinga               | Jurupema                      |
| Taquaritinga               | Vila Negri                    |
| Taquarituba                | Aleixos                       |
| Taubaté                    | Quiririm                      |
| Tejupá                     | Águas Virtuosas               |
| Tejupá                     | Ribeirão Bonito               |
| Teodoro Sampaio            | Planalto do Sul               |
| Tupã                       | Parnaso                       |
| Tupã                       | Universo                      |
| Tupã                       | Varpa                         |
| Tupi Paulista              | Guaraciaba d'Oeste (extinto)  |
| Tupi Paulista              | Oásis                         |
| Turmalina                  | Fátima Paulista               |
| Ubatuba                    | Picinguaba                    |
| Ubirajara                  | Areia Branca                  |
| Urupês                     | São João do Itaguaçu          |
| Votuporanga                | Simonsen                      |

Até 1969 era somente a ALESP que legislava sobre a divisão e organização administrativa e judiciária no estado. A partir de 1970 a divisão e organização judiciária passou para o TJSP, enquanto a divisão e organização administrativa permaneceu com a ALESP. Com a Constituição de 1988 a divisão e organização administrativa dos municípios passou para o legislativo e executivo municipais.
Dessa forma ocorrem as seguintes situações:  
- Distritos criados nas esferas administrativa e judiciária por lei estadual (até 1964), permanecendo nessa condição[6][7]
- Distritos criados nas esferas administrativa e judiciária por lei estadual (até 1964), mas extintos na esfera judiciária pelo TJSP (a partir de 1970), com o acervo do Cartório de Registro Civil das Pessoas Naturais recolhido[8][9][10][11]
- Distritos criados nas esferas administrativa e judiciária por lei estadual (até 1964), mas o Cartório de Registro Civil das Pessoas Naturais nunca foi instalado
- Distritos criados somente na esfera administrativa por lei estadual (1970-1988)
- Distritos criados somente na esfera administrativa por lei municipal (a partir de 1988)
- Distritos criados nas esferas administrativa e/ou judiciária por lei estadual, mas extintos na esfera administrativa por lei municipal
- Distritos extintos nas esferas administrativa e judiciária, com o acervo do Cartório de Registro Civil das Pessoas Naturais recolhido

Já os distritos da Capital foram redefinidos pelas leis nº 10.932 de 15/01/1991 e nº 11.220, de 25/05/1992, estabelecendo a atual divisão municipal em 96 distritos.